# Deelnemers UEFA-toernooien Moldavië
Onderstaande tabellen bevatten de deelnemers aan de UEFA-toernooien uit  Moldavië.

## Mannen
NB Klikken op de clubnaam geeft een link naar het Wikipedia-artikel over het betreffende toernooi in het betreffende seizoen.
| Seizoen | Champions League       | Europacup II                                                             | UEFA Cup                                         |
| ------- | ---------------------- | ------------------------------------------------------------------------ | ------------------------------------------------ |
| 1993/94 | Zimbru Chisinau        |                                                                          |                                                  |
| 1994/95 |                        | Tiligul Tiraspol                                                         | Zimbru Chisinau                                  |
| 1995/96 |                        | Tiligul Tiraspol                                                         | Zimbru Chisinau                                  |
| 1996/97 |                        | Constructorul Chișinău                                                   | Tiligul Tiraspol Zimbru Chisinau                 |
| 1997/98 | Constructorul Chișinău | Zimbru Chisinau                                                          | Tiligul Tiraspol                                 |
| 1998/99 | Zimbru Chisinau        | Constructorul Chișinău                                                   | Tiligul Tiraspol                                 |
| Seizoen | Champions League       | UEFA Cup                                                                 | Intertoto Cup                                    |
| 1999/00 | Zimbru Chisinau        | Constructorul Chișinău Sheriff Tiraspol                                  | Tiligul Tiraspol                                 |
| 2000/01 | Zimbru Chisinau        | Constructorul Chișinău Sheriff Tiraspol                                  | Nistru Otaci                                     |
| 2001/02 | Sheriff Tiraspol       | Nistru Otaci Zimbru Chisinau                                             | Tiligul Tiraspol                                 |
| 2002/03 | Sheriff Tiraspol       | Nistru Otaci Zimbru Chisinau                                             | Constructorul Cioburciu                          |
| 2003/04 | Sheriff Tiraspol       | Nistru Otaci Zimbru Chisinau                                             | Dacia Chisinau                                   |
| 2004/05 | Sheriff Tiraspol       | FC Tiraspol Nistru Otaci                                                 |                                                  |
| 2005/06 | Sheriff Tiraspol       | Dacia Chisinau Nistru Otaci                                              | Tiligul-Tiras Tiraspol                           |
| 2006/07 | Sheriff Tiraspol       | Nistru Otaci Zimbru Chisinau                                             | FC Tiraspol                                      |
| 2007/08 | Sheriff Tiraspol       | Nistru Otaci Zimbru Chisinau                                             | Dacia Chisinau                                   |
| 2008/09 | Sheriff Tiraspol       | Dacia Chisinau Nistru Otaci                                              | FC Tiraspol                                      |
| Seizoen | Champions League       | Europa League                                                            |                                                  |
| 2009/10 | Sheriff Tiraspol ->    | Sheriff Tiraspol Dacia Chisinau Iskra-Stal Rîbnița Zimbru Chisinau       |                                                  |
| 2010/11 | Sheriff Tiraspol ->    | Sheriff Tiraspol Dacia Chisinau Iskra-Stal Rîbnița Olimpia Bălți         |                                                  |
| 2011/12 | Dacia Chisinau         | Iskra-Stal Rîbnița Milsami Orhei Sheriff Tiraspol                        |                                                  |
| 2012/13 | Sheriff Tiraspol ->    | Sheriff Tiraspol Dacia Chisinau Milsami Orhei Zimbru Chisinau            |                                                  |
| 2013/14 | Sheriff Tiraspol ->    | Sheriff Tiraspol Dacia Chisinau FC Tiraspol Milsami Orhei                |                                                  |
| 2014/15 | Sheriff Tiraspol ->    | Sheriff Tiraspol FC Tiraspol FC Veris Zimbru Chisinau                    |                                                  |
| 2015/16 | Milsami Orhei ->       | Milsami Orhei Dacia Chisinau FC Saxan Sheriff Tiraspol                   |                                                  |
| 2016/17 | Sheriff Tiraspol       | Dacia Chisinau Zaria Bălți Zimbru Chisinau                               |                                                  |
| 2017/18 | Sheriff Tiraspol ->    | Sheriff Tiraspol Dacia Chisinau Milsami Orhei Zaria Bălți                |                                                  |
| 2018/19 | Sheriff Tiraspol ->    | Sheriff Tiraspol Milsami Orhei Petrocub Hîncești Zaria Bălți             |                                                  |
| 2019/20 | Sheriff Tiraspol ->    | Sheriff Tiraspol Milsami Orhei Petrocub Hîncești Speranța Nisporeni      |                                                  |
| 2020/21 | Sheriff Tiraspol ->    | Sheriff Tiraspol Dinamo-Auto Tiraspol Petrocub Hîncești Sfîntul Gheorghe |                                                  |
| Seizoen | Champions League       | Europa League                                                            | Europa Conference League                         |
| 2021/22 | Sheriff Tiraspol       | 0                                                                        | Milsami Orhei Petrocub Hîncești Sfîntul Gheorghe |

### Deelnames
Aantal seizoenen
| 23x FC Sheriff Tiraspol 17x FC Zimbru Chisinau 12x Dacia Chisinau 11x FC Tiraspol (inclusief Constructorul, 6x) 09x Nistru Otaci 08x FC Milsami Orhei 08x Tiligul-Tiras Tiraspol (inclusief Tiligul, 7x) | 04x FC Petrocub Hîncești 04x FC Zaria Bălți (inclusief Olimpia, 1x) 03x FC Iskra-Stal Rîbnița 02x FC Sfîntul Gheorghe 01x Dinamo-Auto Tiraspol 01x FC Saxan 01x Speranța Nisporeni 01x FC Veris |

## Vrouwen
NB Klikken op de clubnaam geeft een link naar het Wikipedia-artikel over het betreffende toernooi in het betreffende seizoen.
| Seizoen | Women's Cup            |
| ------- | ---------------------- |
| 2001/02 | Codru Chisinau         |
| 2002/03 | Codru Anenii Noi       |
| 2003/04 | Codru Anenii Noi       |
| 2004/05 | Codru Anenii Noi       |
| 2005/06 | Codru Anenii Noi       |
| 2006/07 | Narta Chisinau         |
| 2007/08 | Narta Chisinau         |
| 2008/09 | Narta Chisinau         |
| Seizoen | Champions League       |
| 2009/10 | Roma Calfa             |
| 2010/11 | Roma Calfa             |
| 2011/12 | Goliador Chisinau      |
| 2012/13 | Noroc Nimoreni         |
| 2013/14 | Goliador Chisinau      |
| 2014/15 | Goliador Chisinau      |
| 2015/16 | Noroc Nimoreni         |
| 2016/17 | ARF Criuleni           |
| 2017/18 | Noroc Nimoreni         |
| 2018/19 | Agarista-ȘS Anenii Noi |
| 2019/20 | Agarista-ȘS Anenii Noi |
| 2020/21 | Agarista-ȘS Anenii Noi |
| 2021/22 | Agarista-ȘS Anenii Noi |

### Deelnames
05x Codru Anenii Noi (inclusief Codru Chisinau, 1x)
04x Agarista-ȘS Anenii Noi
03x CS Goliador Chișinău
03x Narta Chișinău
03x FC Noroc Nimoreni
02x FC Roma Calfa Puhaceni
01x ARF Criuleni
Albanië ·
Andorra ·
Armenië ·
Azerbeidzjan ·
België ·
Bosnië en Herzegovina ·
Bulgarije ·
Cyprus ·
Denemarken ·
Duitsland ·
Engeland ·
Estland ·
Faeröer ·
Finland ·
Frankrijk ·
Georgië ·
Gibraltar ·
Griekenland ·
Hongarije ·
Ierland ·
IJsland ·
Israël ·
Italië ·
Kazachstan ·
Kroatië ·
Kosovo ·
Letland ·
Liechtenstein ·
Litouwen ·
Luxemburg ·
Malta ·
Moldavië ·
Montenegro ·
Nederland ·
Noord-Ierland ·
Noord-Macedonië ·
Noorwegen ·
Oekraïne ·
Oostenrijk ·
Polen ·
Portugal ·
Roemenië ·
Rusland ·
San Marino ·
Schotland ·
Servië ·
Slovenië ·
Slowakije ·
Spanje ·
Tsjechië ·
Turkije ·
Wales ·
Wit-Rusland ·
Zweden ·
Zwitserland

Historie:
DDR ·
Joegoslavië ·
Saarland ·
Sovjet-Unie ·
Tsjecho-Slowakije